# Ашуркове
Ашу́ркове — селище Краматорської міської громади Краматорського району Донецької області України. Населення становить 10 осіб. Відстань до Краматорська становить близько 15 км і проходить автошляхом місцевого значення.
У селищі знаходиться залізничний зупинний пункт Ашуркове на лінії Краматорськ — Попасна.

## Населення

### Мова
Розподіл населення за рідною мовою за даними перепису 2001 року:
| Мова       | Кількість | Відсоток |
| ---------- | --------- | -------- |
| українська | 16        | 84.21%   |
| російська  | 3         | 15.79%   |
| Усього     | 19        | 100%     |

За даними перепису 2001 року населення селища становило 19 осіб, із них 84,21% зазначили рідною мову українську, 15,79% — російську.